# Glentana
Glentana is een dorp in de Zuid-Afrikaanse provincie West-Kaap. Glentana behoort tot de gemeente Mosselbaai die onderdeel van het district Tuinroute is.